# Julia Sobiesiak
Julia Sobiesiak (ur. 10 września 1990 w Lublinie) – polska aktorka teatralna.

## Życiorys
Absolwentka Ogólnokształcącej Szkoły Muzycznej I i II stopnia im. Karola Lipińskiego w Lublinie, wydział instrumentalny, specjalność
gra na skrzypcach (2008). W czasach licealnych była aktorką w lubelskim Teatrze Panopticum. W roku 2014 ukończyła Państwową Wyższa Szkołę Teatralną im. Ludwika Solskiego w Krakowie. Od roku 2013 występuje w Teatrze im. Horzycy w Toruniu.

## Nagrody
- maj 2011: Nagroda dla Najlepszej Debiutującej Aktorki za rolę Grety w spektaklu Przemiana w reż. M. Miklasz na I Festiwalu Debiutantów Pierwszy kontakt w Toruniu.
- październik 2014: Toruń – Nagroda UMK dla autorów największego wydarzenia sezonu 2013/14 – nagroda za kreację w przedstawieniu Witaj, Dora.
- październik 2014: Nagroda im. Andrzeja Nardellego (przyznawana przez Sekcję Krytyków Teatralnych ZASP) za najlepszy debiut w sezonie 2013/14 – za rolę Dory w przedstawieniu Witaj, Dora w Teatrze im. Horzycy w Toruniu.

## Role teatralne
- 2010: Przemiana na podstawie opowiadania F. Kafki w reżyserii Magdaleny Miklasz jako Greta, Narodowy Stary Teatr im. Heleny Modrzejewskiej w Krakowie, premiera: 17 grudnia 2010.
- 2012: Pasja według św. Łukasza Krzysztofa Pendereckiego w reżyserii Grzegorza Jarzyny, ALVERNIA STUDIOS, premiera: 31 marca 2012.
- 2012: UFO. Kontakt w reżyserii Iwana Wyrypajewa jako Emily Wenser, Teatr STUDIO im. S. Witkiewicza w Warszawie, premiera: 25 października 2012.
- 2012: Ożenek M. Gogola w reżyserii Iwana Wyrypajewa jako Duniaszka, Teatr STUDIO im. S. Witkiewicza w Warszawie, premiera: 4 lutego 2013.
- 2013: Spektakl dyplomowy „Jak się wam podoba?” na podstawie wielu tekstów, opieka pedagogiczna: Paweł Miśkiewicz, PWST Kraków, premiera: 20 kwietnia 2013.
- 2013: Seksualne neurozy naszych rodziców (Die sexuellen Neurosen unserer Elten) Lucasa Barfussa w reżyserii Krzysztofa Rekowskiego jako Dora, Teatr im. Wilama Horzycy w Toruniu, premiera: 27 października 2013.
- 2013: Rosencrantz i Guildenstern nie żyją Toma Stopparda w reżyserii Cezarego Ibera jako Dziewczyna 2, Teatr im. Wilama Horzycy w Toruniu, premiera: 11 stycznia 2014.
- 2014: Mizantrop Moliera w reżyserii Norberta Rakowskiego jako Celimena, Teatr im Wilama Horzycy w Toruniu, premiera: 29 marca 2014.
- 2014: Na podstawie Dwoje na huśtawce Williama Gibsona w reżyserii Marcina Kalisza jako Gizela, Teatr Ludowy w Krakowie, premiera: 11 kwietnia 2014.
- 2014: Między nami na podstawie poezji Jacka Kaczmarskiego i Marcina Świetlickiego w reżyserii Grzegorza Wiśniewskiego, Teatr im Wilama Horzycy w Toruniu, premiera: 15 listopada 2014.
- 2014: Cyber Cyrano Istvána Tasnádiego w reżyserii Uli Kijak jako Zsuzsi, Teatr im. Wilama Horzycy w Toruniu, premiera: 17 stycznia 2015.

## Role filmowe
- 2012: Lekarze (Serial fabularny, odc. 11. Trudne wybory, jako Klara oraz Matylda, siostra bliźniaczka Klary